# Miguel Artigas
Miguel Jerónimo Artigas Ferrando (Blesa, Teruel, 29 de septiembre de 1887-Madrid, 10 de marzo de 1947) fue un bibliotecario y erudito español, director de la Biblioteca Menéndez Pelayo de Santander en 1915 y de la Biblioteca Nacional, en 1930, además de miembro de la Real Academia Española desde 1935.

## Biografía

### Primeros años

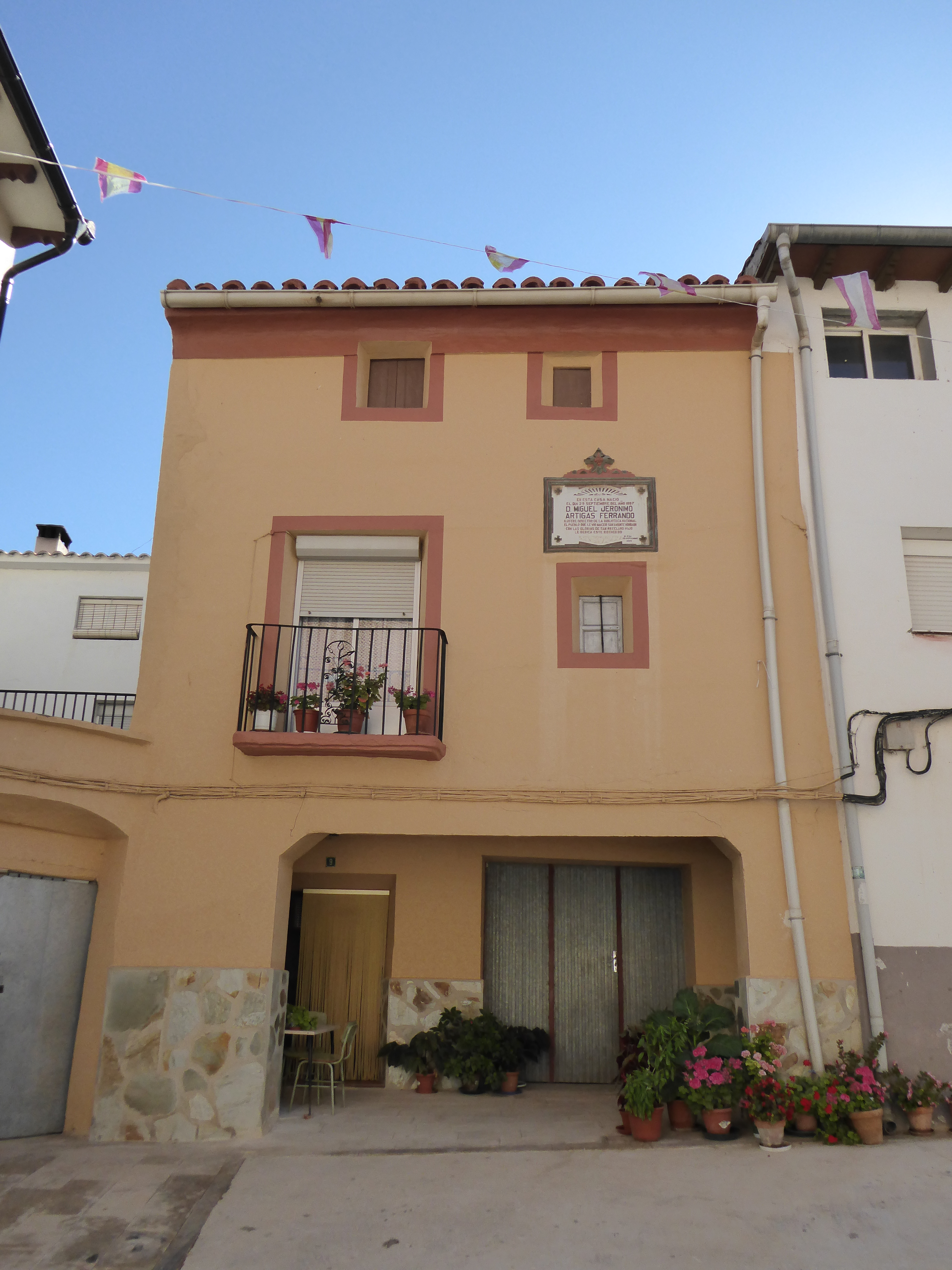
Casa natal en Blesa

Artigas nació en el municipio turolense de Blesa. Hijo de Pedro Artigas Pérez, que por aquella época era secretario de ese ayuntamiento, fue bautizado como Miguel Jerónimo Artigas Ferrando en la iglesia parroquial de la Santa Cruz. En 1895 la familia se trasladó a Cella y cuatro años después, su padre fue trasladado a Villarquemado. En septiembre de ese mismo año (1899) se matriculó como alumno libre en el Seminario de Teruel, que abandonó en 1903.[cita requerida] Al celebrarse el tercer centenario del Quijote (1905), ganó su primer premio, convocado por el Instituto Turolense, con el trabajo titulado Veinte faltas sintácticas del Quijote, en el que enmendaba a Miguel de Cervantes. Superado el bachillerato, en 1906 realizó los estudios complementarios de magisterio, licenciándose luego en Filosofía y Letras por la Universidad de Salamanca; también cursó Derecho. El título de licenciado le fue expedido el 26 de abril de 1911. Como alumno no oficial en la Universidad de Madrid, se doctoró con una tesis sobre Lorenzo Palmireno, leída el 25 de octubre de 1910.

### Trabajos en España y el extranjero
El 28 de julio de 1911 ingresó por oposición en el Cuerpo facultativo de Archiveros, Bibliotecarios y Arqueólogos y fue destinado primero a la biblioteca de la Universidad de Sevilla (1911), luego a las de la Universidad de Barcelona (1912) y la Universidad de Madrid (1913). Estos destinos los compaginó con la ampliación de sus estudios como becado de la JAE en Alemania, donde se encontraba al estallar la I Guerra Mundial. En Berlín hizo amistad y compartió pensión con Pedro Bosch Gimpera, con el que luego tradujo Hispania de Adolf Schulten. Ligado al Centro de Estudios Históricos que dirigía Ramón Menéndez Pidal, en la sección de Filología, colaboró estrechamente con el padre Zacarías García Villada y trabajó sobre textos hispanolatinos.

### Retorno a España
A su vuelta a España, ganó por oposición la dirección de la Biblioteca Menéndez Pelayo de Santander, de la que se hizo cargo el 14 de mayo de 1915. También colaboró en la puesta en marcha de la Sociedad Menéndez Pelayo, del Boletín de la Biblioteca de Menéndez Pelayo (1919) y de los Cursos para Extranjeros a partir de 1925 siguiendo el modelo previo de la Institución Libre de Enseñanza, luego gestionado por la Junta para Ampliación de Estudios, iniciativas que fraguaron la Universidad Internacional Menéndez Pelayo.  Para sus cursos santanderinos quiso contar con compañeros del CEH y tubo contactos con miembros de la Junta de Ampliación de Estudios, cuyo secretario, José Castillejo, en carta a Artigas, agradeció su apoyo de la siguiente manera:

He leído con mucho gusto el artículo que usted dedica en Ibérica [revista de Hamburgo] a la vida espiritual de España y quiero enviarle mi felicitación y toda mi gratitud por la mención llena de afecto que usted hace al esfuerzo realizado por la Junta.

Sé también que son un éxito los cursos de verano que usted inspira y extiendo a ellos mi felicitación.

### Trabajos por Santander
Fue el artífice del lanzamiento de Santander como ciudad universitaria, por medio de los  Cursos de Verano, que fueron un foco potente de hispanismo con importante relación con hispanistas alemanes como Rudolf Grossmann, Edmund Schramm, Adalbert Hämel, o Ludwig Pfandl.
En Santander promovió la creación de un Colegio Mayor dependiente de la universidad de Valladolid, germen de la futura Universidad Internacional creada, ya en la República, por Fernando de los Ríos (Artigas es miembro del primer patronato). Escribía Artigas:

...oír un diálogo entre D. Marcelino y D. Fernando. Es seguro que hubieran coincidido en todo, en casi todo… podremos diferir en los medios –ha escrito el maestro– pero en la aspiración estamos conformes. [...] Hay que salvar a fuerza de trabajo y comprensión el valle ochocentista y reducir a unidad el tradicionalismo y la ilustración.

Fue un temprano estudioso de Góngora, junto a sus amigos Gerardo Diego y José María de Cossío, contribuyó a renovar el interés por este poeta inspirador de la Generación del 27. Premiado con la Medalla de Oro de la Real Academia Española por el trabajo Don Luis de Góngora y Argote. Biografía y estudio crítico (1925). Con Artigas la vida de Luis de Góngora “quedó por vez primera estudiada en un ambiente exacto y comprendido”, dirá Gerardo Diego.
En 1927 recibió el Premio Nacional de Literatura por un estudio sobre Góngora.
En 1930 fue nombrado director de la Biblioteca Nacional, un año antes del advenimiento de la República. Un año antes, Emiliano Barral le había esculpido un busto que se guarda en esa institución. Su labor gestora en la Biblioteca nacional fue inmediata y muy renovadora. Américo Castro, resumía en la gran labor de Artigas con estas palabras: me parece que ha sido todo una fantasía y que no es posible que aquella porquería esté hoy en manos de quién está y andando como anda. Pero es realidad y bien grata. En 1933 es elegido académico de la Lengua y tomó posesión del sillón «f» de la Real Academia Española el 13 de enero de 1935, donde pronunció el discurso titulado «Sobre la preocupación de la pureza de la lengua en la historia literaria española». Le respondió, en nombre de la corporación, Vicente García de Diego.
Formó parte de la  Sociedad de Amigos de Menéndez Pelayo, que fomentó el redescubrimiento de Menéndez Pelayo desde fines de los años veinte relacionándose entre otros con Ángel Herrera Oria, Eugenio d'Ors, Ramiro de Maeztu, o el  marqués de Lozoya.
Católico integrista y monárquico simpatizante de la CEDA, durante el período de la Segunda República Artigas se relacionó estrechamente con los círculos constituyentes de Acción Española, principalmente con Pedro Sainz Rodríguez y Eugenio Vegas Latapié.
El 7 de enero de 1938 se constituye el Instituto de España, presidido por Manuel de Falla, con vicepresidencia de Pedro Sainz Rodríguez y Secretaría de Eugenio D'Ors, realizando Miguel Artigas funciones de bibliotecario. El 19 de mayo de 1938, un decreto encarga al Instituto de España la publicación de la Edición Nacional de las Obras Completas de Menéndez Pelayo de la que se encargó Artigas y Enrique Sánchez Reyes (el CSIC recoge esta encomienda en 1940).

### En la guerra civil española
Iniciada la guerra civil española se encontraba en Aragón (concretamente de vacaciones en su pueblo natal, Blesa), y temió volver a Madrid, siendo cesado en su puesto, al igual que ocurrió con un gran número de intelectuales que dejaron la zona republicana o no regresan a ella como Ramón Menéndez Pidal, Ortega y Gasset, Gregorio Marañón, Ramón Pérez de Ayala. Artigas se presentó en Zaragoza pocos días después del golpe de Estado, donde manifestó ante el rector Gonzalo Calamita su adhesión al «Movimiento».
Durante este periodo bélico fue colaborador de la revista franquista Renacer, editada en Zaragoza entre 1937 y 1938, cuyo objetivo era legitimar el golpe de Estado de 1936 así como la exaltación de los líderes sublevados y sus aliados nazis y fascistas. En su segundo número, con portada dedicada a Adolf Hitler, Artigas firmaba un artículo referente al Imperio español. Su implicación política con el bando sublevado fue creciendo a lo largo del conflicto, especialmente a través del culto y mitificación de Francisco Franco, a quien llegó a calificar de «príncipe predestinado». La radicalización ideológica de Artigas y su apoyo a la Cruzada se vuelven más pronunciados a raíz de la muerte de su hijo primogénito Miguel en el frente de Teruel el 25 de febrero de 1938.
Concluida la contienda fue nombrado primer titular de la Dirección General de Archivos y Bibliotecas. Poco después, en un difícil contexto, que hay que entender como de inmediata posguerra, publicó junto a otros autores el libro Una poderosa fuerza secreta, la Institución Libre de Enseñanza, en el que podían leerse alegatos como este: 

El Magisterio fue tristemente preterido. Los profesores de la Escuela Superior del Magisterio se convirtieron en catedráticos de Universidad, mediante la creación de la Facultad de Pedagogía, de la que se excluyó a algún benemérito católico, pedagogo ilustre, mártir luego del terror rojo. Establecióse la coeducación en las Normales y se limitó el ingreso en ellas de modo que sólo obtuvieran el título de maestros quienes ocuparan después plazas oficiales, y como se exigía ese título para regentar cualquier escuela, el fin de las escuelas privadas y religiosas quedaba a la vista... Se lanzaron por España las "Misiones Pedagógicas", verdadero apostolado del diablo, corruptor de pueblos, enardecedor de revolucionarios de surco y estera. Repartiéronse "bibliotecas populares", cuyos libros, comprados en masa por sectarios antiespañoles del Ministerio de Instrucción Pública, eran en gran parte manuales de anarquismo, obras neomaltusianas o novelas revolucionarias, con las cuales se "ilustró" a pobres campesinos que sólo sabían leer o a jóvenes obreros con ambiciones políticas...

Enrique Sánchez Reyes, amigo y colaborador, fue su inmediato sucesor en la dirección de la Biblioteca Menéndez Pelayo tras una breve interinidad de José María de Cossío.

### Posguerra y fallecimiento
En la posguerra siguió al frente de la Biblioteca Nacional pero, tras enfermar, falleció en 1947, coincidiendo con el Decreto para restablecer la Universidad Internacional Menéndez Pelayo, una de sus grandes ilusiones, cuya sede volverá de nuevo desde 1949 al Palacio de la Magdalena.

## Obras publicadas
- Don Luis de Góngora y Argote (Madrid, Tip. de la Revista de Archivos, 1925).
- Memorias familiares y literarias del poeta Luis de Ulloa y Pereira; pról. de Miguel Artigas, págs. V-LXXXII. (Madrid: Sociedad de Bibliófilos Españoles, 1925. Reedición facsímil, 2017).
- Menéndez y Pelayo (Ed. Voluntad, Santander, Imp. Aldus, 1927).
- Aspectos del hispanismo en la Alemania actual: conferencia dada el día 11 de febrero de 1927 (Madrid: Blass, 1927).
- Semblanza de Góngora. Premio Nacional de literatura, 1927. (Madrid, Librería Fernando Fe, [Blass, S. A.] 1928).
- Don Carmelo de Echegaray, Conferencia leída en la sesión de homenaje que la Junta de Cultura Vasca dedicó al Cronista de las Provincias Vascongadas el día 20 de diciembre de 1928. (Publicación de la Junta de Cultura Vasca, Bilbao. Imp. de la Excma. Diputación, 1929).
- Artigas, M. Discursos leídos en la R.A.E. en su recepción pública. Contestación de Vicente García de Diego. (Madrid, Imp. Aguirre, 1935).
- La España de Menéndez Pelayo: Antología de sus obras selección y notas de Miguel Artigas. (Zaragoza, Heraldo de Aragón, 1938; 2ª ed. Valladolid, Ed. Cultura Española, 1938).
- La vida y la obra de Menéndez y Pelayo (1939).
- Epistolario de Valera y Menéndez Pelayo. 1877-1905 (con Pedro Sainz Rodríguez, Madrid, Espasa Calpe, 1946).